# Vicolungo
Vicolungo (piemontesisch Vich Longh, lombardisch Vidlunch) ist eine italienische Gemeinde mit 854 Einwohnern (Stand 31. Dezember 2023) in der Provinz Novara (NO), Region Piemont.
Die Nachbargemeinden sind Arborio, Biandrate, Casaleggio Novara, Landiona, Mandello Vitta, Recetto und San Pietro Mosezzo.

## Geographie
Das Gemeindegebiet umfasst eine Fläche von 13 km².